# اپسونیت
اپسونیت  (به انگلیسی: Epsonite) با فرمول شیمیایی MgSO4.7H2O از مجموعه کانی هاست و نام محل اکتشاف آن Epson است. درهوای آزاد آب خودراازدست داده و مات می‌شود. درآب محلول است - مزه آن شوروتلخ است. MgO:۱۶٫۳۶٪  SO۳:۳۲٫۴۸٪  H2O:۵۱٫۱۶٪  برای اولین بار در چک اسلواکی کشف شد و از نظر شکل بلور: منشوری - آسیکولار، رنگ: سفید - متمایل به زرد - متمایل به سبز - متمایل به قرمز - صورتی، شفافیت: شفاف - نیمه شفاف، جلا: شیشه‌ای - ابریشمی، رخ: کامل، سیستم تبلور: ارترومبیک و در رده‌بندی سولفات است و منشأ تشکیل آن ثانوی است.
همایند کانی‌شناسی (پارانژ) آن هالوتریکیت - پیکرینژیت- هالوتریکیت- ملانتریت است
کاربرد آن: در گذشته در پزشکی مصرف داشته‌است.، از نظر ژیزمان آگرگاتهای رشته‌ای - پوسته‌ای یا قشری - استالاگتیتی - پودر فراوان است و بیشتر در روسیه، انگلستان، آمریکا و چک اسلواکی و انگلستان یافت می‌شود.

## منبع
- پردیس کشاورزی ایران